# Canthidium atricolle
Canthidium atricolle là một loài bọ cánh cứng trong họ Bọ hung (Scarabaeidae).